# Gunther Gerzso Wendland
Gunther Gerzso Wendland (* 17. Juni 1915 in Mexiko-Stadt; † 21. April 2000 ebenda) war ein mexikanischer Maler, Drehbuchautor, Szenenbildner und Kostümbildner.

## Leben
Sein Vater war ein Uhrmacher aus Budapest und seine Mutter eine deutsche Sängerin aus Berlin, beide jüdischer Abstammung. Sein Vater starb, als er sechs Monate alt war. Seine Mutter heiratete bald darauf einen deutschen Auswanderer, und die Familie zog für kurze Zeit nach Europa, als das Juweliergeschäft das Stiefvaters nach Anfang der mexikanischen Revolution pleiteging. Zurück in Mexiko ließ sich die Mutter scheiden und schickte ihren Sohn zu ihrem Bruder, dem Kunsthistoriker und Sammler Hans Wendland, ansässig in der Schweiz. Dort kam er zum ersten Mal mit Künstlern und dem Theater in Verbindung.
Am Anfang galt sein Interesse dem Entwerfen von Szenenbildern und Kostümen fürs Theater. Von 1935 bis 1940 arbeitete er fürs Cleveland Playhouse in Ohio. In dieser Zeit fing er an zu malen. Später arbeitete er für Filmproduzenten wie Luis Buñuel und John Ford. 1944 lernte er die surrealistischen Maler Leonora Carrington und Wolfgang Paalen kennen und schloss sich deren Gruppe von Malern an, zu denen auch Remedios Varo gehörte.

## Werk und Bedeutung
Bekannt wurde er in Mexiko nach seinen Ausstellungen: 1950 in der Galería de Arte Mexicano und 1963 für das Instituto Nacional de Bellas Artes. Es folgten internationale Ausstellungen: 1965 in São Paulo, Brasilien, 1970 in Phoenix, Arizona und 1981 in Paris.
Gerzso wurde 1978 ausgezeichnet mit dem Premio Nacional de Ciencia y Artes (Nationalpreis für Wissenschaft und Kultur). Octavio Paz nannte ihn einer der größten lateinamerikanischen Maler.
Sein Stil ist eine Kombination der Darstellung präkolumbischer Geschichte oder mexikanischer Landschaft und abstrakter Malerei, in der man auch einen kubistischen Einfluss sehen kann. In vielen seiner Bilder benutzte er lebhafte Farben, oft blaue, grüne und rote Töne auf einem dunklen, meist schwarzen Hintergrund. Man kann in seiner Benutzung geometrischer Formen eine gewisse Ähnlichkeit mit den Werken Modiglianis und Klees sehen.
Im Jahr 2000 erhielt er den mexikanischen Ehrenfilmpreis Ariel de Oro für sein Lebenswerk.

## Filmografie
- 1949: Cuatro contra el mundo (Drehbuch und Bühnenbild)
- 1953: Sombrero (technischer Berater)